# Nuttalliella
Super-famille
Famille
Sous-famille
Genre
Nuttalliella (nom dérivé de celui de l’entomologiste Nuttall) est le genre unique de la famille des Nuttalliellidae, une famille de tiques.

## Composition
Ce genre est monospécifique, c’est-à-dire qu’il ne comprend qu’une espèce, Nuttalliella namaqua.

## Publication originale
- (en) G. A. H. Bedford, « Nuttalliella namaqua, a New Genus and Species of Tick », Parasitology, Cambridge University Press, vol. 23, no 02,‎ avril 1931, p. 230-232 (ISSN 0031-1820 et 1469-8161, OCLC 1714177, DOI 10.1017/S0031182000013573).